# Red Butte Garden y Arboretum
El Jardín botánico de Red Butte en inglés: Red Butte Garden and Arboretum, es un jardín botánico de 18 acres (72,844 m²) de extensión en Salt Lake City, Utah y un Arboretum localizado en el campus de la Universidad de Utah. Ambos están administrados por la Universidad de Utah.
El código de reconocimiento internacional del "Red Butte Garden and Arboretum" como miembro del "Botanic Gardens Conservation International" (BGCI), así como las siglas de su herbario es UTSA.

## Localización
Red Butte Garden and Arboretum, University of Utah, 300 Wakara Way, Salt Lake City, Salt Lake county, Utah UT 84108 United States of America-Estados Unidos de América.
Planos y vistas satelitales.40°45′57.6″N 111°49′26.4″O / 40.766000, -111.824000
- Promedio anual de lluvias: 432 mm.

## Historia
El jardín comenzó su andadura en 1930, cuando el Dr. Walter P. Cottam, cofundador del Nature Conservancy y el presidente del departamento de botánica en la Universidad de Utah, comenzó a usar los terrenos del campus para las investigaciones sobre las plantas.
En 1961, la legislatura de Utah designó a los terrenos del campus de la universidad como el "Arboretum del estado".
En 1983, la universidad dedicó 100 acres ( 404.687 m²) en la boca del "Red Butte Canyon" para un jardín botánico regional.

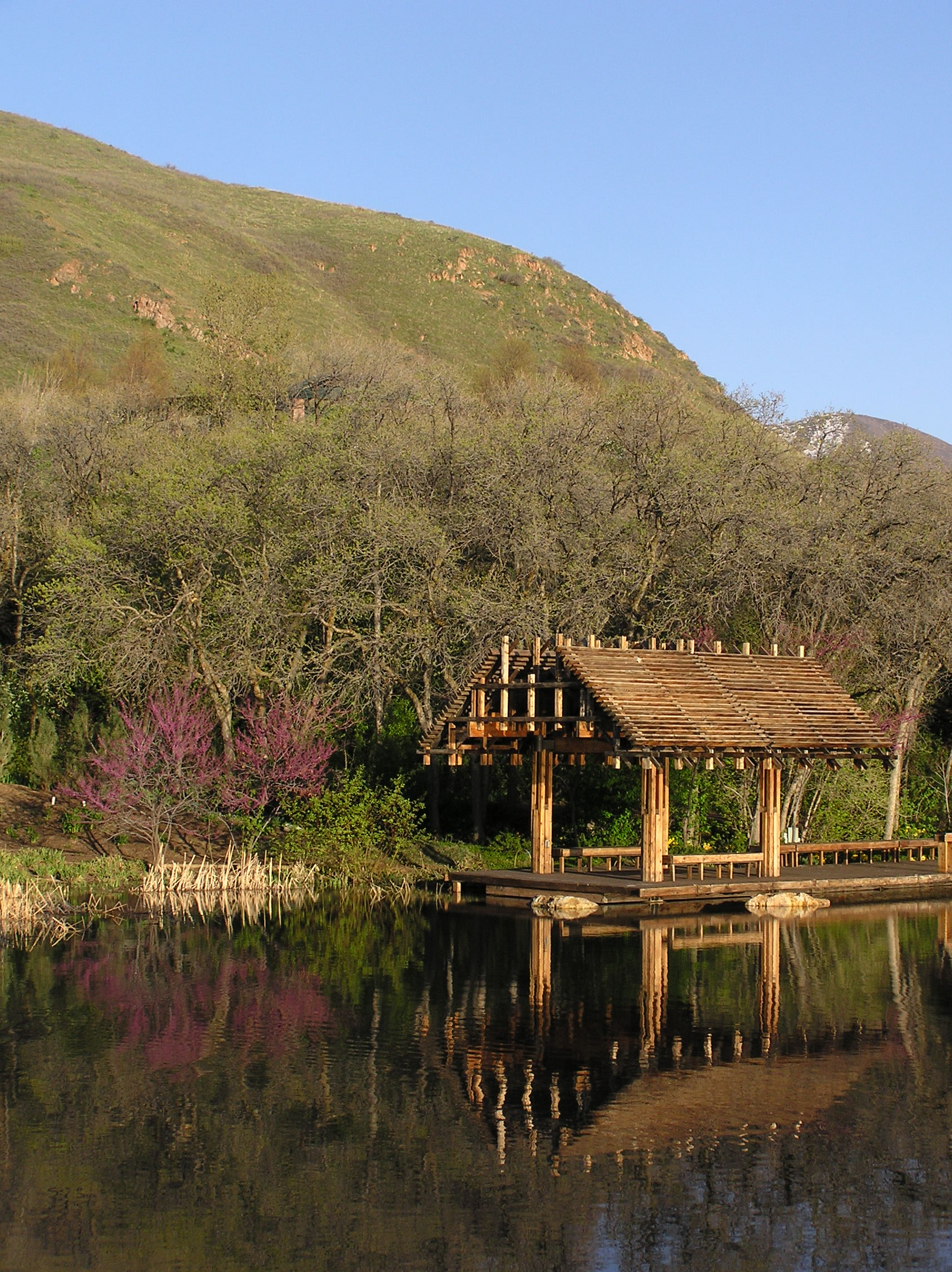
Laguna en el Red Butte Garden.

## Colecciones
Sus colecciones de plantas se pueden encontrar en diversos apartados, esparcidas por todo el jardín o agrupadas en las zonas del:
- "Conifer Garden" (Jardín de coníferas),
- "Water Pavilion",
- "Four Season Garden",
- "Terrace Garden",
- "Floral Walk",
- "Children´s Garden",
- "Amphitheater",
- "Herb Gardens",
- "Medicinal Gardens",
- "Fragrance Gardens"

### Horticultura
- Artemisia, con 9 especies, y 8 taxones
- Coníferas, con 50 especies, y 60 taxones
- Hemerocallis, con unos 100 híbridos y cultivares
- Lavandula, 3 especies, 20 taxones
- Malus con 20 taxones
- Thymus 7 especies y 25 taxones
- Origanum 5 especies y 11 taxones
- Hierbas ornamentales, 16 especies y 20 taxones
- Penstemon, 10 especies y 13 taxones
- Salvia, 5 especies y 9 taxones
- Syringa 8 especies y 46 taxones
- Viburnum, 7 especies y 20 taxones

### Investigación y Conservación
- Colección de robles híbridos con 36 taxones se encuentran en el "Cottam's Grove"
- Plantas amenazadas en peligro de extinción con 10 especies de las que no se revela su ubicación.

### Arboretum
El Arboretum se encuentra situado en el Campus de la Universidad de Utah y posee unos 200 taxones
El Red Butte Garden da acogiada a una serie de conciertos populares de música en el verano, así como a exhibiciones florales, de esculturas y de otros objetos de arte. El jardín también ofrece numerosas clases y acontecimientos relacionados con la naturaleza.